# While London Sleeps
Pour plus de détails, voir Fiche technique et Distribution.
While London Sleeps est un film américain réalisé par Howard Bretherton sorti en 1926 et mettant en scène le chien Rintintin. C'est un film partiellement sonore, sorti avec une bande sonore sur un disque Vitaphone qui est conservé, mais le film est considéré comme perdu.

## Synopsis
L'inspecteur Burke de Scotland Yard est sur la piste de London Letter, un chef criminel notoire du district de Limehouse qui possède à la fois Rinty, un splendide chien, et un monstre homme-bête appelé The Monk qui ravage et tue sur ordre de son maître. Burke appréhende presque le gang lors d'une tentative de vol, mais les réactions de Rinty déjouent le plan de Burke, et Foster est tué pour avoir trahi le gang. Lorsque Rinty perd dans un combat contre un autre chien, la fille de Burke, Dale, sauve Rinty des abus de London Letter et il se consacre à sa nouvelle maîtresse. Sur ordre du criminel, le monstre kidnappe Dale et l'emprisonne. Burke et ses hommes blessent London Letter, et Rinty le trouve mourant. Dans une bataille féroce, Rinty finit par tuer le monstre.

## Fiche technique
- Réalisation : Howard Bretherton
- Scénario : Walter Morosco
- Photographie : Frank Kesson
- Production : Warner Bros. Pictures
- Durée:  66 minutes (6 bobines)[3]
- Date de sortie : 
  - États-Unis : 27 novembre 1926

## Distribution
- DeWitt Jennings : Inspecteur Burke
- Rintintin : Rinty
- Helene Costello : Dale Burke
- Walter Merrill : Thomas Hallard
- John Patrick : Foster
- Otto Matieson : London Letter
- George Kotsonaros (en) : The Monk
- Carl Stockdale : Stokes
- Les Bates : Long Tom